# Moasca
Moasca ist eine Gemeinde in der italienischen Provinz Asti (AT), Region Piemont.

## Lage und Einwohner
Moasca liegt 23 km südlich von der Provinzhauptstadt Asti entfernt. Das Gemeindegebiet umfasst eine Fläche von vier km² und hat 511 Einwohner (Stand 31. Dezember 2023). Zur Gemeinde zählen noch die Ortsteile (Frazioni) Annunziata, Cascine und Muda. 
Die Nachbargemeinden sind Agliano Terme, Calosso, Canelli, Castelnuovo Calcea und San Marzano Oliveto.

## Geschichte
Der Ortsname ist wahrscheinlich eine Prädialbildung, die mit dem Suffix -ASCUS aus dem römischen Personennamen MODIUS stammt. Eine andere Interpretation gibt dem Ortsnamen einen ligurischen Ursprung, da das Suffix auf -ASCA endet und „Land, Stadt mitten im Wasser“ bedeutet. Auf einem Hügel 24 Kilometer von Asti entfernt gelegen, wurde es im 12. Jahrhundert in das Konsortium der Herren von Canelli aufgenommen und folgte zu Beginn des 14. Jahrhunderts während des Krieges zwischen den beiden dem Schicksal des Belbotals (1308). Die Familie Solaro Guelph und die der Ghibellinen De Castello und Del Carretto. 
Am Ende des Krieges im Jahr 1351 begann der Wiederaufbau der Burg und im selben 14. Jahrhundert wurden die Asinari Lehensherren. Von der Burg, die Mitte des 14. Jahrhunderts im Zentrum der Stadt auf den Überresten einer früheren Festung erbaut wurde und im 19. Jahrhundert noch bewohnt war, ist nur noch ein Teil der Ostfassade mit zwei großen zylindrischen Türmen an den Enden erhalten. Derzeit ist es Eigentum der Gemeinde, die es von den Mussos von Laigueglia erwarb, nachdem es nach dem Ende des Zweiten Weltkriegs durch zahlreiche Einstürze schwer beschädigt worden war.
Auch im Zentrum der Stadt müssen wir uns neben dem Rathaus an die Pfarrkirche der Heiligen Peter und Paul erinnern, die bemerkenswerte kleine Kirche San Rocco aus Terrakotta mit Glockenturm und Portikus, die der Sitz von der Bruderschaft der Büßer, die Battuti. Beide Kirchen wurden 1696 erbaut.

## Kulinarische Spezialitäten
In der Umgebung der Gemeinde Moasca wird Weinbau betrieben. Die Muskateller-Rebe für den Asti Spumante, einen süßen DOCG-Schaumwein mit geringem Alkoholgehalt sowie für den Stillwein Moscato d’Asti wird unter anderem hier angebaut. In Moasca werden auch Reben der Sorte Barbera für den Barbera d’Asti, einen Rotwein mit DOCG Status, sowie den Barbera del Monferrato angebaut.